# Paraphelaria borneensis
Paraphelaria borneensis är en svampart som beskrevs av Jülich 1980. Paraphelaria borneensis ingår i släktet Paraphelaria, divisionen basidiesvampar och riket svampar.   Inga underarter finns listade i Catalogue of Life.